# 越南國徽
越南国徽是越南主權的象徵和標誌。
越南社会主义共和国国徽呈圆形，红色的圆面上方镶嵌着一颗金黄色的五角星，象征着国旗，越南人民的革命历史和国家的繁荣；下端有一金黄色之齿轮，象征工业与中央；圆面周围对称环绕着两捆由红色饰带束扎的金黄色稻穗，象征农业。金色齒輪下方為越南文（越南語喃字為「共和社會主義越南」，意為「越南社會主義共和國」）的紅底金字綬帶。
於1955年11月30日啟用的越南民主共和國（北越）國徽，是當今越南國徽的雛形。1976年7月2日，越南社會主義共和國成立，原北越國徽上的字樣被修改，並成為越南國徽，通用於越南全境。
越南国徽设计者为越南艺术家裴庄灼。

## 歷史

北方各政權國徽
越南民主共和国 （1955年11月30日—1976年7月2日）
越南社会主义共和国 （1976年7月2日—）

1951年，越南民主共和国启动国徽设计征稿赛。毕业于河内印度支那美术大专的画家裴庄酌，是印度支那地区设计邮票的第一个越南人。1953年，他的工作是为北越政府设计勋章、奖状、奖牌，同时参加国徽设计征稿赛，共创作了112幅国徽图案，其中有15幅被中央美术文艺局选定送交宣传部，1954年10月提交总理审批。
由裴庄灼先设计的初步图案，经征求领导的指导意见后，再由陈文谨进行修改，定稿后呈送国会。在1955年9月15日至20日召开的第一届国会第五次会议上，在对多种设计方案进行了严格的审查和比较后，国旗、国歌和国徽研究小组决定将政府建议采用的国徽设计图样呈送国会，请全体国会代表审查通过。
当前越南社會主義共和國國徽的前身是在1955年11月30日启用的越南民主共和国国徽，北越国徽的设计大致上和现在的越南国徽相若，不过齿轮下的越南文是（越南語喃字為「越南民主共和」，意為「越南民主共和國」）。1976年越南統一时，國徽下方的越南文“越南民主共和國”字样才被修改为“越南社会主义共和国”，並成為越南國徽，在越南全國通用。
與此同時，曾經統治越南南部的越南共和國，國徽圖案曾數度更改，起初是竹林圖案，1963年政變後改為一個黃色盾徽，盾徽上面鑲有三道紅色條紋（與越南共和國國旗圖案一致），並飾以二龍戲珠。
| - 南方各政權國徽 - 越南国 （1949年—1954年） - 越南国 （1954年—1955年10月26日） - 越南共和国 （1955年10月26日—1957年4月22日） - 越南共和国 （1957年4月22日—1963年11月2日） - 越南共和国 （1967年—1975年4月30日） - 越南南方共和国 （1969年6月8日—1976年7月2日） - 越南南方共和国 （1969年6月8日—1976年7月2日） | - 北方各政權國徽 - 越南民主共和国 （1955年11月30日—1976年7月2日） - 越南社会主义共和国 （1976年7月2日—） |

### 领土全境

法属印度支那总督府徽章
越南社会主义共和国国徽（自1976年以来）

### 部分地区

南方各政權國徽
色当王国（1888—1890）
农族自治区（1947—1955）

泰族自治区（1948—1955）
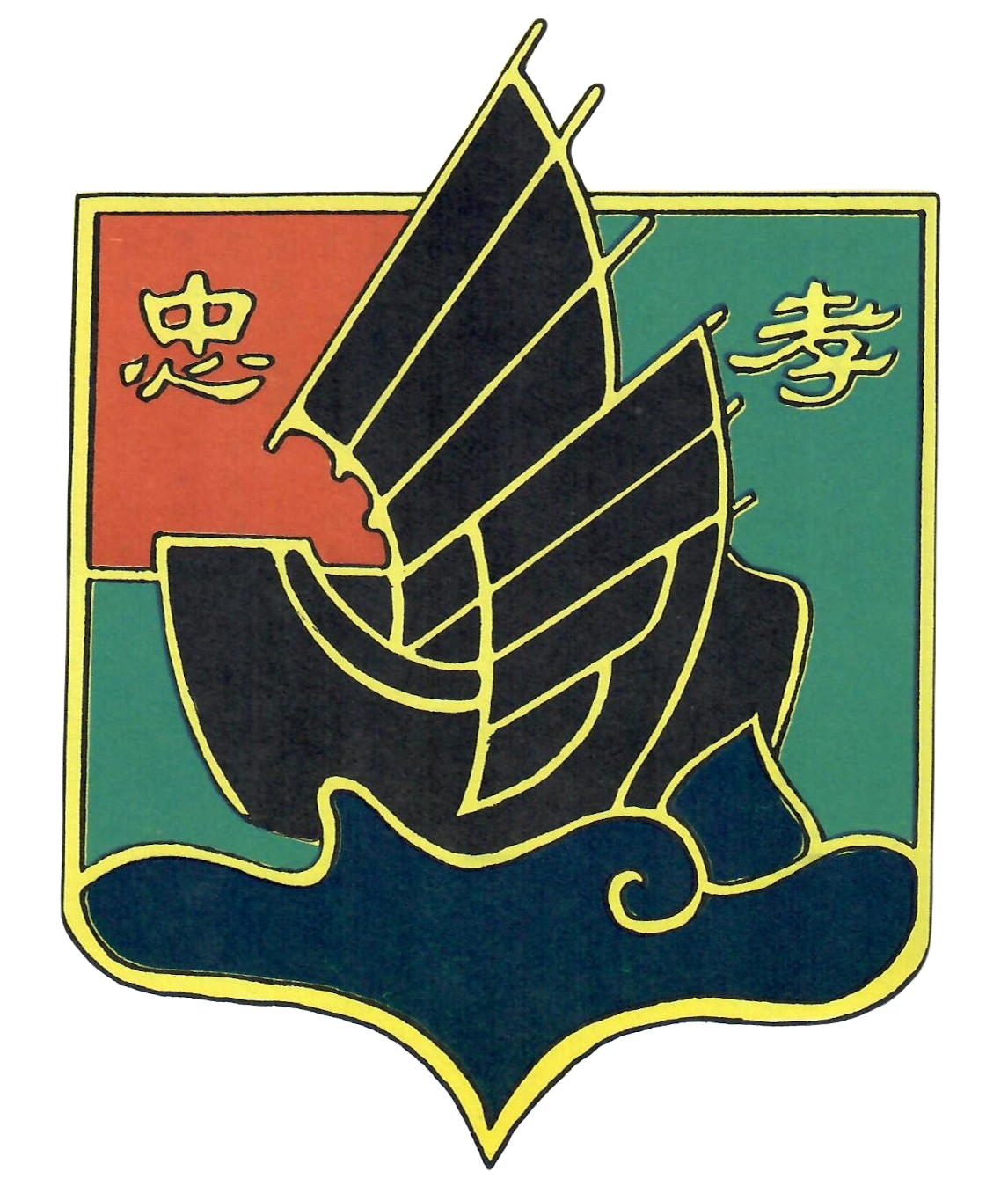
农族自治区（1947—1955）
泰族自治区（1948—1955）
越南民主共和国国徽（1955—1976）
越南临时中央政府（1948—1949）
越南国国徽（1948—1954）
越南国国徽（1954—1955）
越南共和国国徽（1955—1957）
越南共和国国徽（1957—1963）
越南共和国国徽（1957—1963）
越南共和国国徽（1963—1967）
越南共和国国徽（1967—1975）
越南南方共和国临时革命政府（1969—1976）
越南民主共和国国徽（1955—1976）
- 越南临时中央政府（1948—1949）
越南国国徽（1948—1954）
越南国国徽（1954—1955）
越南共和国国徽（1955—1957）
越南共和国国徽（1957—1963）[5]
- 越南共和国国徽（1957—1963）
- 越南共和国国徽（1963—1967）
- 越南共和国国徽（1967—1975）
- 越南南方共和国临时革命政府（1969—1976）

## 其他相关徽章

越南外交部徽章
越南医济部徽章
越南国防部徽章
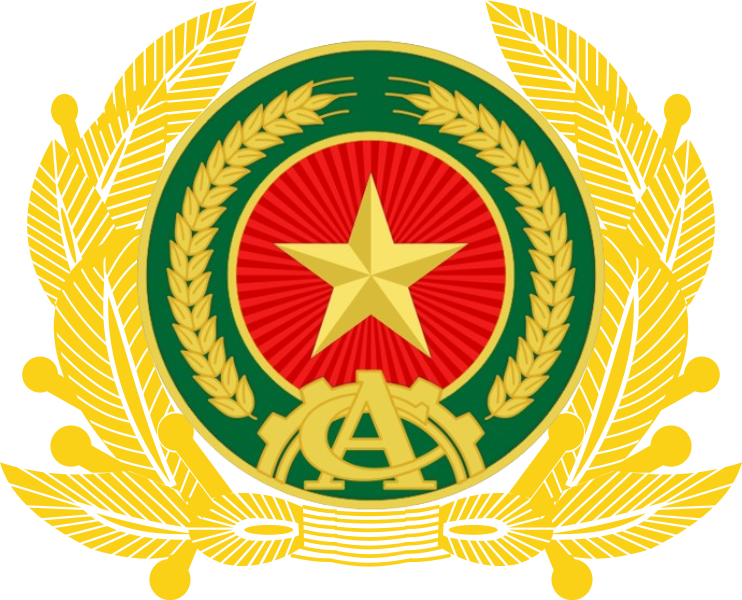
越南公安部徽章
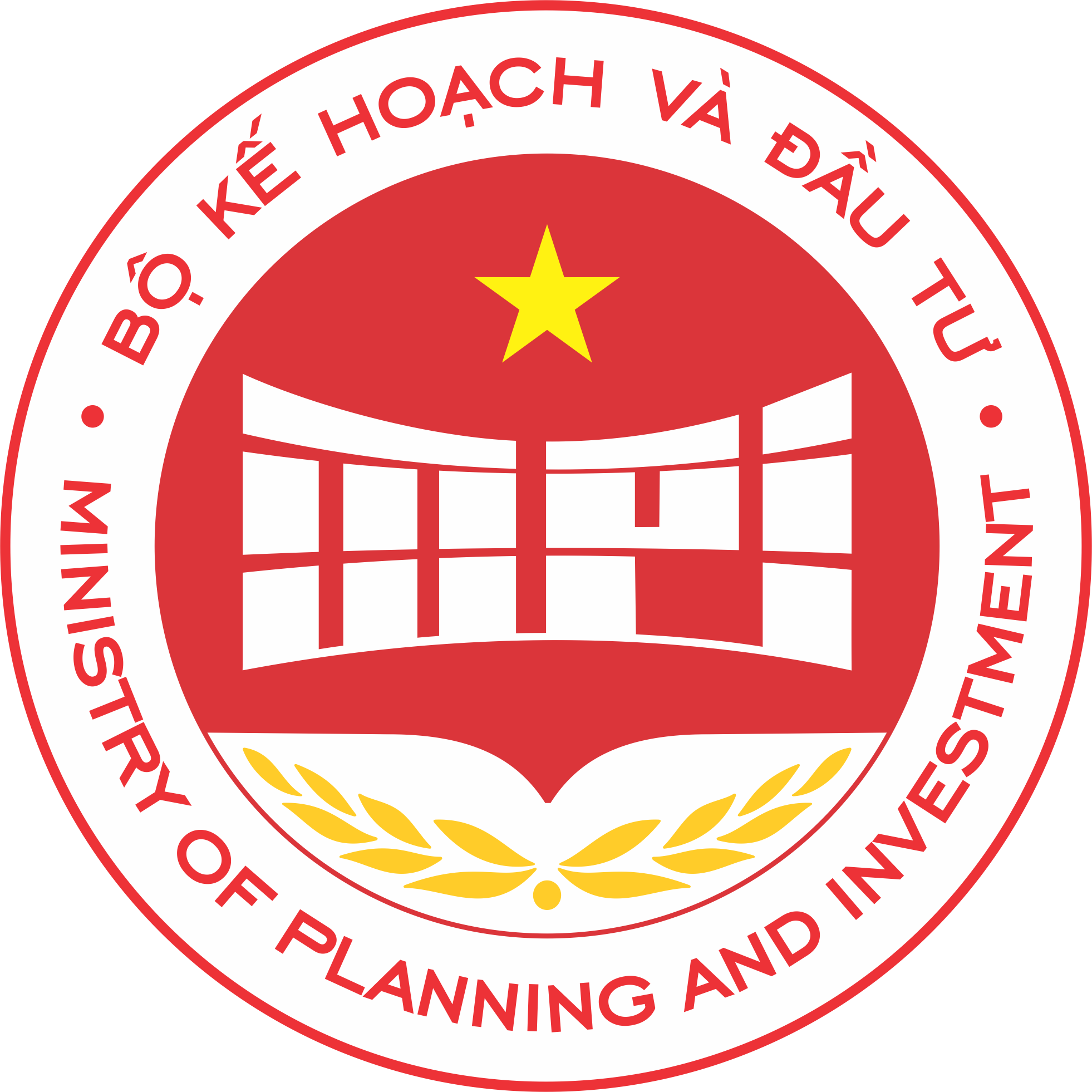
越南计划投资部徽章
越南人民军军徽
越南人民军海军徽章
自卫民兵帽徽
越南国会徽章
越南共产党党徽
越共的非正式党徽，经常出现在党内组织的报告文件及证书上。